# مسافر بن كثير الشاري

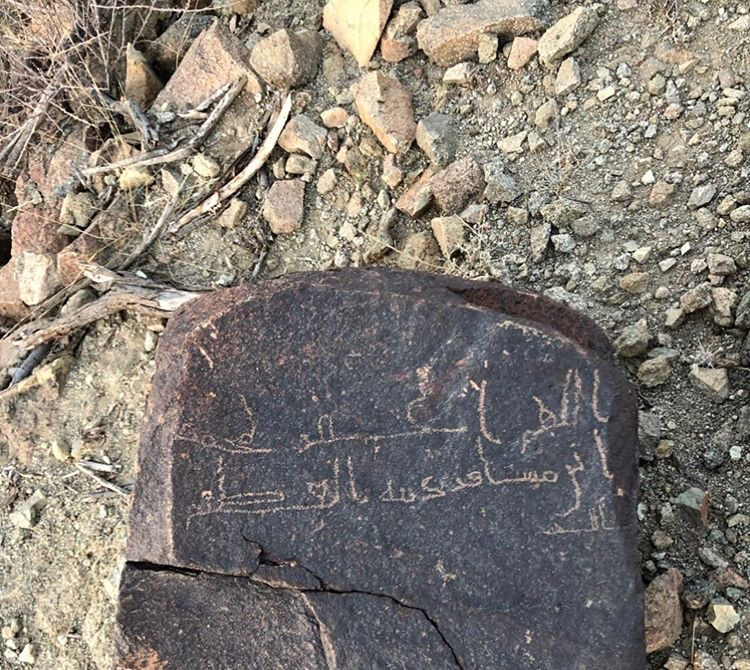
نقش اثري اخر لمحمد بن مسافر في محافظه العقيق بمنطقة الباحة كتب فيه " اللهم اغفر لمحمد بن مسافر ذنبه العظيم "

مسافر بن كثير الشاري الغامدي  ، عاش في أيام الخلافة العباسية وهو من الخوارج، وقد خرج على الخليفة أبو العباس في أرمينيا. وهو ملك أذربيجان وأرمينيا. يعود نسبه الى قبيلة غامد 

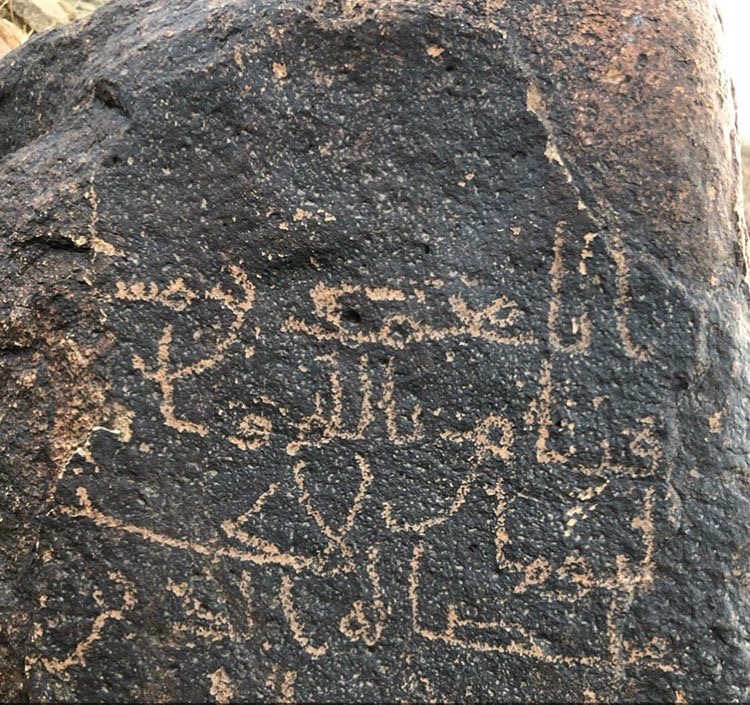
نقش اثري يعود إلى محمد بن مسافر في محافظه العقيق بمنطقة الباحة كتب فيه " انا محمد بن مسافر امن بالله واليوم الاخر مخلصا له الدين "

## سيرته وأخباره
أستولى مسافر على أذربيجان في عهد أبي العباس
ثم حكم أرمينيا من عام 747 إلى عام 750م 
كان مسافر بن كثير من أهل البيلقان في أذربيجان خرج مسافر بن كثير في عهد مروان بن محمد في البداية ثم خرج على الخليفة أبو العباس بعد سقوط الخلافة الأموية

## أبناءه
كان لمسافر عدة أبناء، لعل اشهرهم محمد صاحب النقوش، و هذا الرجل يختلف عن مسافر بن سلار، جد السلاريين، و ليس له علاقة بهم كما يزعم البعض.

فمسافر بن كثير المذكور يعود نسبه الى قبيلة غامد، و مسافر بن سلار جد السلاريين هو بالاصل ديلمي و ليس عربي 

عرض المستشرق زامباور في كتابة " معجم الأنساب والأسرات الحاكمة في التاريخ الأسلامي " مشجرة نسب أبناء وأحفاد مسافر (الأسرة المسافرية) ويظهر فيها رواد وشداد وصعلوك.

## بداية خروجه وقتاله
ذكر المؤرخ أحمد بن أعثم الكوفي في كتابة الفتوح، أبتداء أمر الشراة وخروجهم على ولاية مروان بن محمد بقيادة مسافر، وقتله لعبد الملك بن مسلم العقيلي وعاصم بن يزيد الهلالي.
قال: وكان السبب في أمر الشراة أن رجلا من أهل البيلقان يقال له مسافر بن كثير القصاب كان بری راي الشراة، وكان الذي اوقفه على ذلك رجل يقال له الضحاك الحروري. قال: فخرج مسافر بن كثير هذا في جملة من برى رأي الشراة حتى صار إلى مدينة اردبیل، وبها يومئذ قوم ممن يرى راي الشراة، فلم يزل القوم مجتمعين حتى صاروا في جماعة من الشراة قال: وبلغ ذلك عاصم بن يزيد الهلالي وهو يومئذ بمدينة البلقان، فأرسل إلى رجلين من أهل البیلقان ممن كانا يريان راي الشراة أحدهما يقال له ابان بن میمون والآخر قتيبة بن صدقة، فأخذهما جميعا فحبسهما جميعا في سجن البلقان.
واتصل الخبر بمسافر بن كثير القصاب رئيس الشراة وهو يومئذ مقيم بمدينة ورثان فخرج في جوف الليل من ورثان في جماعة من أصحابه حتى أتوا البلقان، فوضعوا السلاليم وصعدوا إلى السور. وكان أول من صعد منهم عصمة بن مسلم البيلقان، فأخذ صاحب الحرس فضرب عنقه على السور. ثم إنهم نزلوا إلى المدينة البيلقان وقد خرج عنها الأمير عاصم بن يزيد الهلالي إلى مدينة برذعة. قال: فأخذت الشراة
خليفة له ثم جاؤوا به إلى باب السجن، فاخرجو قتيبة بن صدقة وأبان بن میمون. ثم إنهم أظهروا أمر الشراة بمدينة بيلقان، فاجتمع إليه الناس من كل ناحية، حتى صاروا في عسكر لجب، فخرج بهم صاحبهم مسافر بن كثير القصاب من مدينة البيلقان حتى صاروا إلى اليونان، وبلغ ذلك الأمير عاصم بن يزيد الهلالي، فنادى في اصحابه ثم خرج، فضرب عسكره على نهر البربرة على باب مدينة برذعة.
قال: فإذا رجل قد أقبل من ناحية برذعة فأخذته الشراة وأقبلوا به إلى صاحبهم مسافر بن كثير، فقال له مسافر: من أين أقبلت؟ قال: من برذعة، قال: فهل لك علم من عاصم بن زید؟ قال: نعم. هو نازل على شاطئ نهر البربر على غير الجادة بموضع كذا وكذا. قال له مسافر: فهل تعرف الطريق إلى عسكره بالليل؟قال: نعم، قال مسافر: فإني قد جعلت لك في هذه الليلة ثلاثمائة درهم على أن تسير معنا فتوقفنا على عسكره! فقال الرجل: قد أحببتك إلى ذلك. قال: فنادى مسافر بن كثير في أصحابه وسار بهم ذلك الرجل، وسار بأصحابه في جوف الليل حتى وافى بهم عسكر عاصم بن يزيد قبل الصبح، ونظرت إليه الشراة فكبروا وحملوا واقتتلوا قتالا شديدا، فقتل أمير برذعة عاصم بن يزيد وقتل معه جماعة من أصحابه، وانهزم الباقون ومعهم ابن لعاصم يقال له زفر حتى دخلوا برذعة بشر حالة تكون، فاحتوى مسافر بن كثير وأصحابه على سواد عاصم بن يزيد، وأخذوه ورجعوا إلى مدينة البيلقان فنزلوها.
وبلغ ذلك مروان بن محمد بن مروان وهو يومئذ خليفة بالشام. فاشتد ذلك عليه، ثم إنه دعا برجل من قواد أهل الشام يقال له عبد الملك بن مسلم العقيلي، فضم إليه جيشا كثيفا، وعقد له عقدا وولاية على بلاد أرمينية وأذربيجان بأجمعها حربها وخراجها، وأمره بمحاربة الشراة. قال: فأقبل عبد الملك بن مسلم من الشام في جيش لجب حتى إذا صار إلى برذعة فنزلها، ثم خرج منها في جيشه الذي قتل الشراة إياه قبل ذلك حتى نزل بموضع يقال له جسر الحجارة، فعسكر هنالك حتى اجتمع إليه الناس، ثم إنه سار يريد حرب الشراة، فالتقى الفريقان ما بين برذعة ويونان واقتتلوا هنالك، فقتل عبد الملك بن مسلم هنالك، فقام أخوه إسحاق بن مسلم العقيلي في الناس من بعده، ودام الحرب بين إسحاق بن مسلم وبين الشراة، وكانوا لا يفترون ليلا ولا نهارا من الحرب، وكانت حروبهم ما بين برذعة ويونان، فلم يزل إسحاق بن مسلم يحارب مسافر بن كثير القصاب وأصحابه الشراة إلى أن ظهرت المسودة بأرض خراسان مع أبي مسلم، ودنا زوال بني أمية 

## وفاته
عندما سمع مسافر بقدوم محمد بن صول مضى إلى قلعة يقال له قلعة الكلاب في بلاد الروم فتحصن بها، وسار محمد بن صول حتى نزل عليه، فلم يزل يحاربه حتى قتله وقتل جماعة من أصحابه وهرب الباقون إلى جبال سجستان. قال: وبعث محمد بن صول برأس مسافر بن كثير ورؤوس أصحابه إلى أمير المؤمنين أبي العباس
بعد وفاة مسافر، استعاد ابنه محمد أذربيجان وقاتلًا بنو الساج قتالًا طويلًا بدأء من صعلوك إلى المرزبان الذي انتصر عليهم وأسس الدولة السلارية 